# 阿西米·戈伊塔

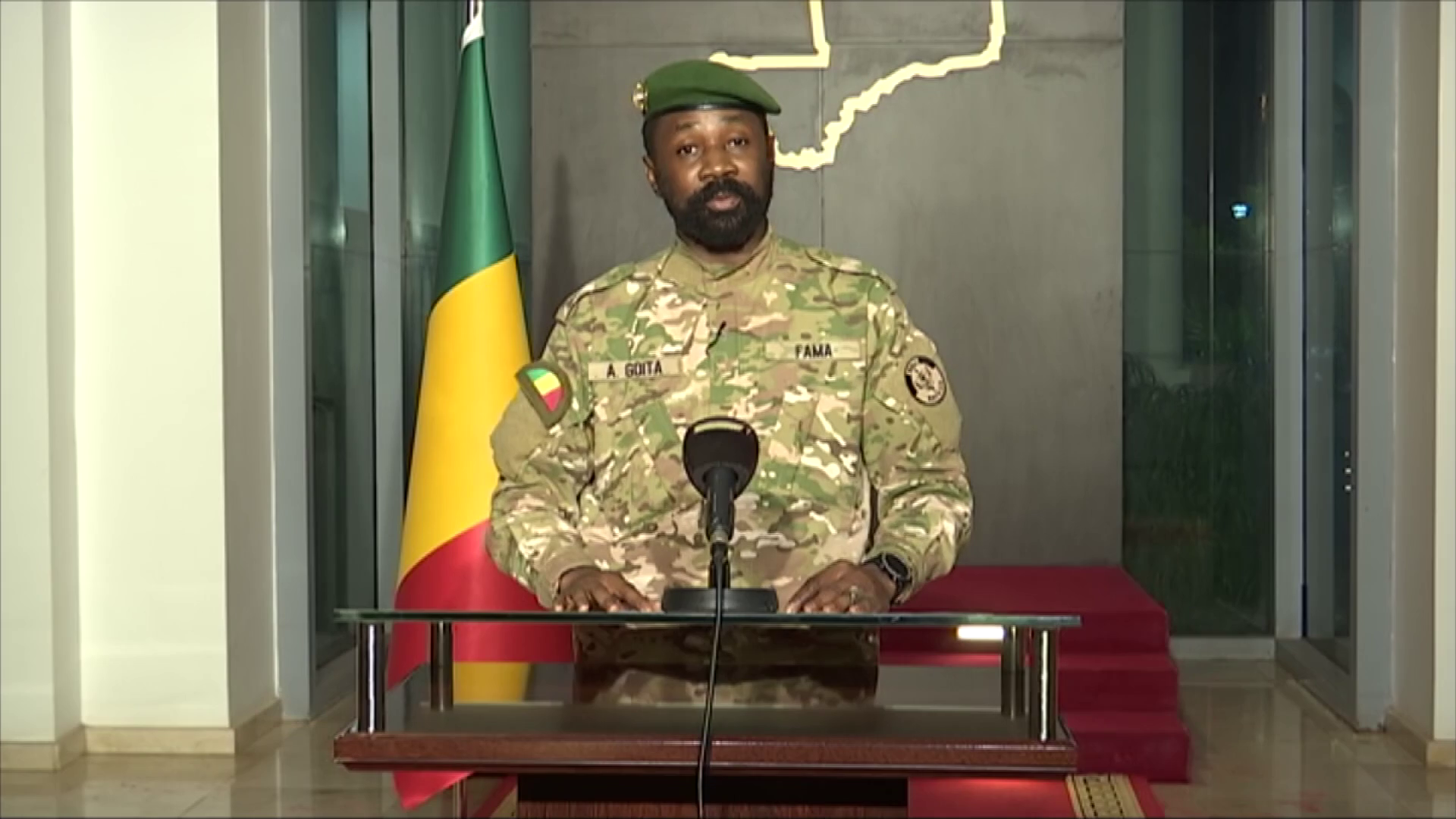
2021年8月的阿西米·戈伊塔

阿西米·戈伊塔（法語：Assimi Goïta，1983年11月9日—）是一名马里軍官，自2025年7月8日起担任马里第6任总统。2021年至2025年擔任临时总统。戈伊塔是全国人民救赎委员会的領導人，該軍政府在2020年马里政变中從前總統易卜拉欣·布巴卡爾·凱塔手中奪取權力。2021年馬里政變後，戈伊塔從巴·恩多爾手中奪取政權，並被宣佈為馬利臨時總統。